# São Paulo Challenger 2 1993
Il São Paulo Challenger 2 1993 è stato un torneo di tennis facente parte della categoria ATP Challenger Series nell'ambito dell'ATP Challenger Series 1993. Il torneo si è giocato a San Paolo in Brasile dal 6 al 12 settembre 1993 su campi in cemento.

## Vincitori

### Singolare
Fernando Meligeni ha battuto in finale  Nicolás Pereira con il punteggio di 7–5, 6–2

### Doppio
Danilo Marcelino /  Fernando Meligeni hanno battuto in finale  Martin Blackman /  Gastón Etlis con il punteggio di 6–1, 7–5